# Guvernul Alexandru Averescu (1)

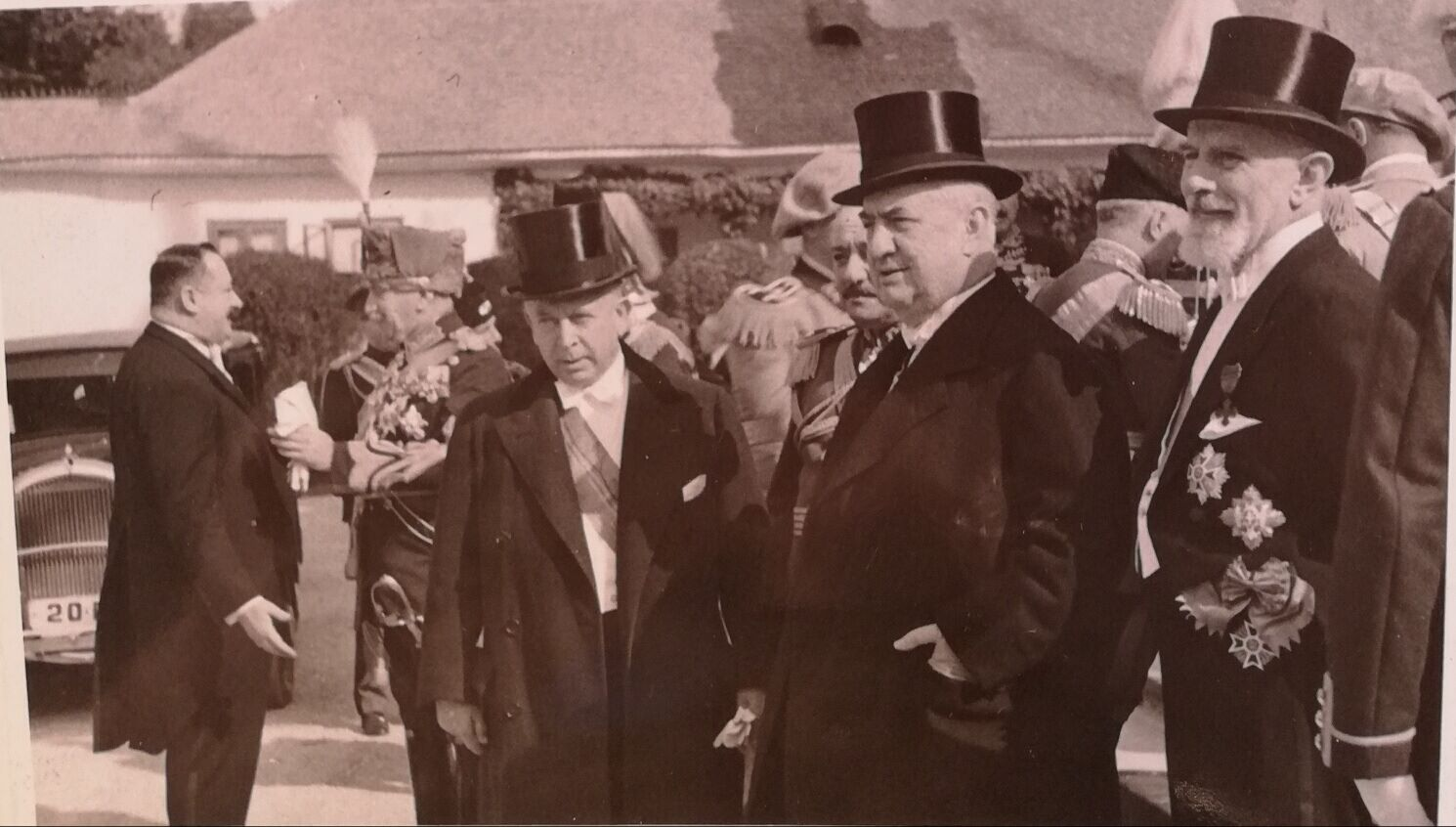
Membrii guvernului în ziua învestirii. De la stânga la dreapta: Fotin Enescu (profil), Alexandru Averescu, Constantin Sărăţeanu, general Ioan Culcer (parţial în spate), Constantin Argetoianu, general Constantin Iancovescu (cu spatele) şi Matei B. Cantacuzino.

Guvernul Alexandru Averescu (1) a fost un consiliu de miniștri care a guvernat România în perioada 29 ianuarie - 4 martie 1918.

## Componența

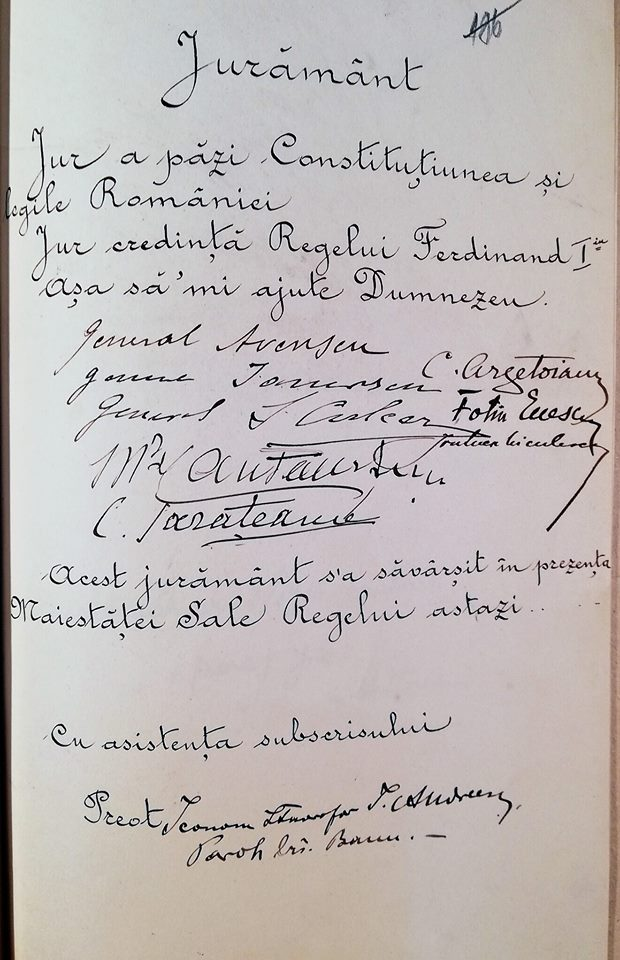
Jurământul guvernului condus de generalul Alexandru Averescu

- Președintele Consiliului de Miniștri

General Alexandru Averescu (29 ianuarie - 4 martie 1918)
- Ministrul de interne

Constantin Sărățeanu (29 ianuarie - 4 martie 1918)
- Ministrul de externe

ad-int. General Alexandru Averescu (29 ianuarie - 4 martie 1918)
- Ministrul finanțelor

Fotin Enescu (29 ianuarie - 4 martie 1918)
- Ministrul justiției

Constantin Argetoianu (29 ianuarie - 4 martie 1918)
- Ministrul cultelor și instrucțiunii publice

Matei Cantacuzino (29 ianuarie - 4 martie 1918)
- Ministrul de război

General Constantin Iancovescu (29 ianuarie - 4 martie 1918)
- Ministrul materialelor de război

General Constantin Iancovescu (29 ianuarie - 5 februarie 1918)
5 februarie 1918 - A fost desființat Ministerul Materialelor de Război (creat prin decretul nr. 680 din 10 iulie 1917).
- Ministrul lucrărilor publice

General Ion Culcer (29 ianuarie - 4 martie 1918)
- Ministrul industriei și comerțului

Ion Luca-Niculescu (29 ianuarie - 4 martie 1918)
- Ministrul agriculturii și domeniilor

ad-int. Fotin Enescu (29 ianuarie - 8 februarie 1918)
Constantin Garoflid (8 - 19 februarie 1918)
ad-int. Fotin Enescu (19 februarie - 4 martie 1918)
- Ministru fără portofoliu

General Alexandru Averescu (29 ianuarie - 4 martie 1918)